# Citadelle d'Alessandria
 (avril 2019).
Si vous disposez d'ouvrages ou d'articles de référence ou si vous connaissez des sites web de qualité traitant du thème abordé ici, merci de compléter l'article en donnant les références utiles à sa vérifiabilité et en les liant à la section « Notes et références ».
La citadelle d’Alessandria (en langue piémontaise : Sitadela ëd Lissändria) est une forteresse construite sur les ruines de l'ancien quartier médiéval de Bergoglio (datant du XIe siècle) à Alexandrie en Italie. Construite à partir de 1732, elle a été déclarée monument national en 1943.

## Origine
À partir de 1713, et la reprise de la ville d’Alessandria par le duc Victor-Amédée II de Savoie avec les traités d'Utrecht mettant fin à la guerre de Succession d'Espagne, la priorité de tous les seigneurs de Piémont successifs, sera de faire de la ville un bastion pour protéger la frontière est de leur État. Sa position géographique et surtout la proximité du duché de Milan, soumis aux autrichiens, les y obligent.
L'ancien quartier médiéval de Bergoglio (Bergolio en ancien italien), né avant même la ville d’Alexandrie, sur l’autre côté du fleuve  Tanaro, fut rasé afin de construire sur ses ruines une vaste citadelle plus adaptée aux nouvelles nécessités de la guerre à cette époque.
Parmi les bâtiments détruits, il y eut plusieurs maisons et plusieurs églises, et les habitants expulsés trouvèrent place en partie en dehors de la ville dans des nouveaux hameaux construits pour ce but.
L'ingénieur italien Ignazio Giuseppe Bertola fut chargé du projet et de la construction.
Le contrat pour la construction de la citadelle fut signé le 24 mai 1732 et la première pierre fut posée le 4 septembre 1732.
Le travail dura environ quatorze ans : en 1745 la forteresse était complète dans ses principaux composants et fut équipée d'armes et de nourriture nécessaires à la garnison.

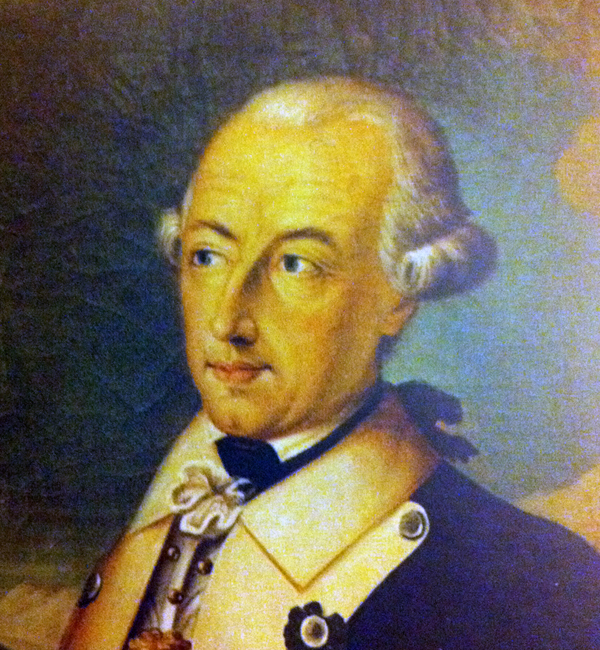
Ignazio Bertola

## Architecture
La forteresse est construite sur un plan hexagonal, et s'étend sur 74 hectares; elle renferme un arsenal, plusieurs casernes, des poudrières ainsi qu'un hôpital et un puits. 
L'accès se fait par deux portes : la porte principale ou Porte Royale (vers la ville) et la porte de secours ou Porte d'Asti (vers la campagne).
La place-forte est ordonnée en quadrilatères organisés autour d'une vaste place centrale.

## Baptême du feu

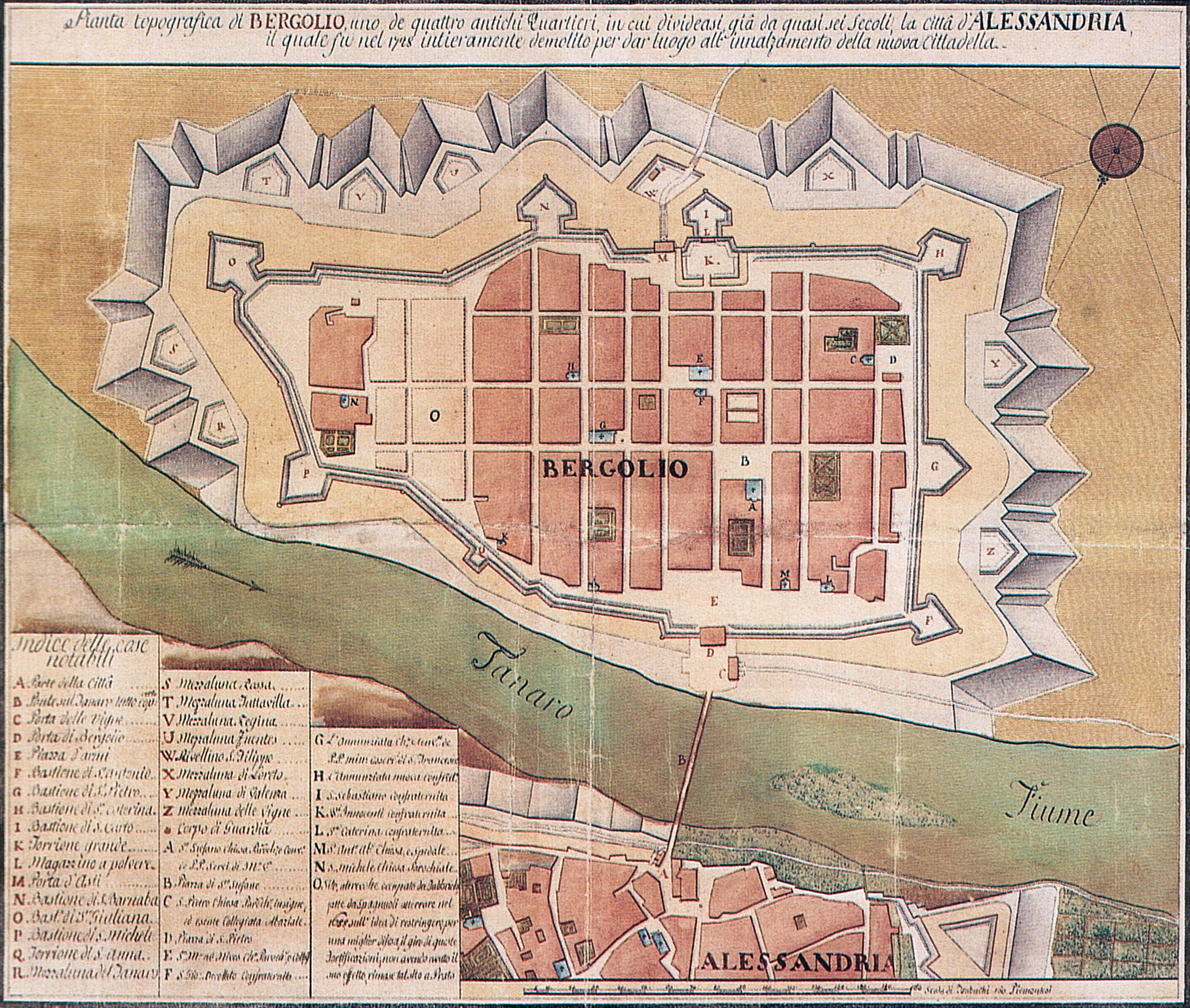
l'ancien quartier médiéval de Bergoglio avant sa destruction.

La Citadelle fut tout de suite testée au feu, en 1745 et 1746, quand elle résista pendant sept mois à l'armée franco-espagnole, durant la Guerre de Succession d'Autriche, bien qu'elle fût encore incomplète et mal armée.

## Période napoléonienne

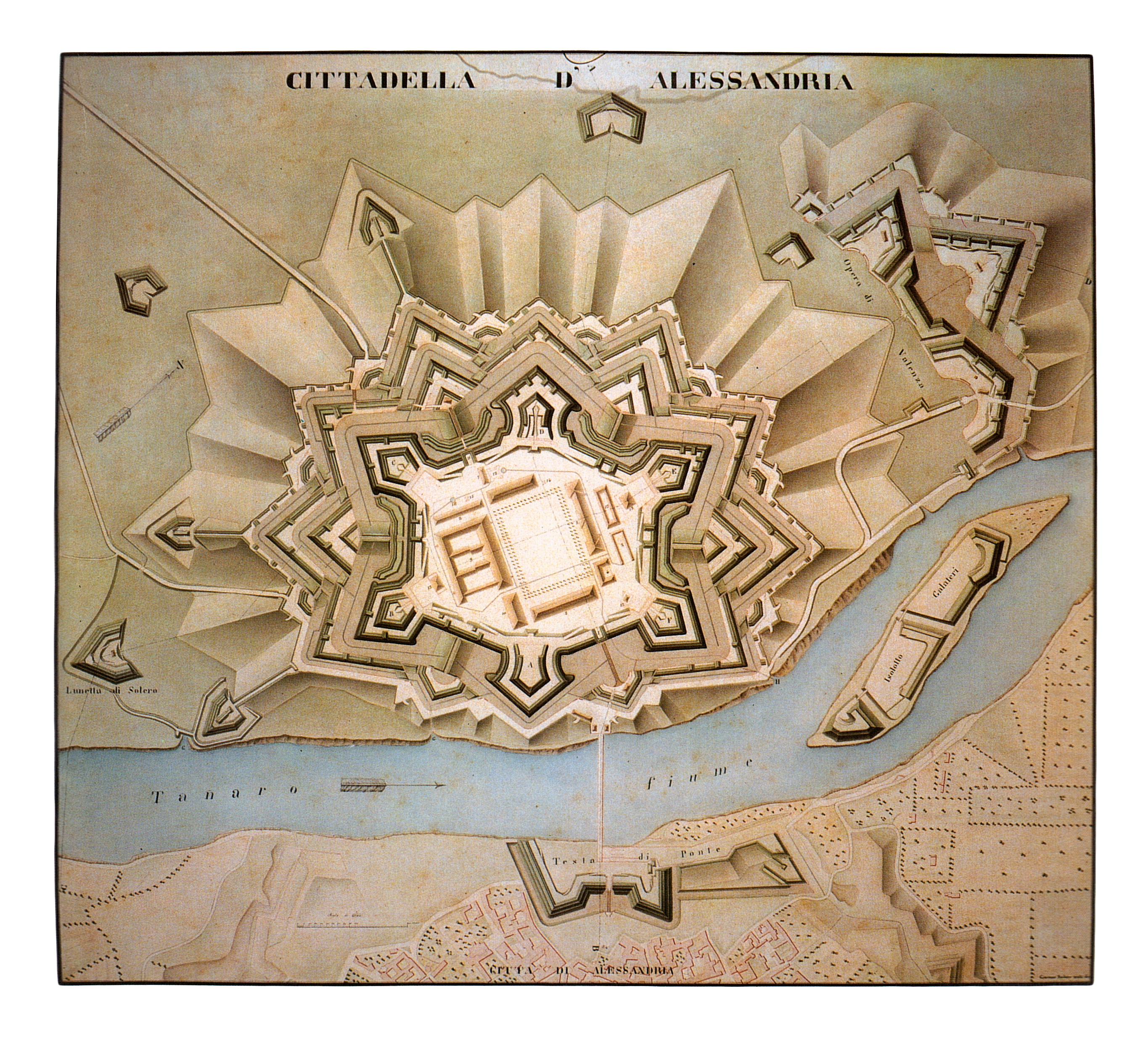
La Citadelle en 1846.

Après sa victoire à la bataille de Marengo (14 juin 1800) et son accession au trône impérial de France (2 décembre 1804), Napoléon Bonaparte décide d'agrandir et de restaurer la forteresse et d'entourer la ville de nouvelles défenses et de huit nouvelles fortifications afin de réaliser une grande base logistique pour soutenir les opérations de l'armée française déployée dans le nord de l'Italie.
Pendant l'occupation française, la position et l'efficacité des fortifications ont fait de la citadelle d'Alessandria l'une des forteresses les plus spectaculaires de l'empire et l'arsenal le plus riche de toute l'Europe. 
La construction et l'état de conservation des bâtiments napoléoniens sont aujourd'hui uniques. 
Napoléon voulait faire de la Citadelle la «porte est» de la France.

## Restauration
En 1814, l'armée autrichienne s'empare du fort et le transfère au royaume de Sardaigne. 

## Risorgimento
Le 10 mars 1821, la garnison de Cittadella se mutina, marquant le début de l'insurrection du Piémont. 
Le colonel Ansaldi éleva les tricolores bleu, rouge et noir des Carbonari sur les bastions. 
L'insurrection se répandit rapidement dans tout le Piémont, mais elle fut supprimée par les piémontais avec l'aide des autrichiens à la fin du mois d'avril. Les autrichiens s'emparèrent ensuite du fort et l'occupèrent jusqu'en 1823. Divers affiliés de la "Giovane Italia" furent emprisonnés dans le fort et cinq d'entre eux y furent exécutés en 1833.
Après la défaite du royaume de Sardaigne par les Autrichiens lors de la bataille de Novara en 1849, le fort est de nouveau occupé par les forces autrichiennes pendant trois mois. Après le retour d'Alessandria aux mains des Sardes, le nombre d'armes à feu à l'intérieur de la Cittadella fût augmenté et trois forts napoléoniens situés à proximité (Forte Ferrovia, Forte Bormida et Forte Acqui) furent renforcés. Le fort a été utilisé pendant la deuxième guerre d'indépendance italienne de 1859, et Napoléon III y passa quelque temps pendant la guerre.

## Royaume d'Italie
Après l'unification de l'Italie et la proclamation du royaume d'Italie, Alessandria est devenue un centre défensif de la frontière occidentale du royaume. En 1889, le statut de la Cittadella fût modifié pour devenir quartier général et caserne. 
Néanmoins, il resta un site clé pour l'armée royale italienne.

## XXesiècle
Plusieurs régiments étaient en poste dans la Cittadella, notamment les 37e et 38e régiments d'infanterie, qui faisaient partie de la 3e division d'infanterie de montagne de Ravenne.

## Seconde Guerre mondiale
Le Palais du gouverneur de la Cittadella fût déclaré monument national par une charte royale du 17 mai 1943.
Le 9 septembre 1943, les Allemands pénètrent à Alessandria et capturent la Cittadella après un bref bombardement.
La ville d'Alessandria est lourdement bombardée le 5 septembre 1944 par les avions anglais, mais la Cittadella ne subit pas beaucoup de dégâts. Cependant, un abri anti-bombes situé près du fort fût touché, tuant 39 civils.

## Après-guerre
De 1953 à 1962, la citadelle a abrité le 52e Régiment d'Artillerie Torino. Il a ensuite été utilisé pour des fonctions logistiques et comme magasin.
En 1994, la citadelle fût inondée par le fleuve Tanaro et de nombreux bâtiments furent gravement endommagés.

## XXIesiècle
La Cittadella a été officiellement désaffectée en 2007, lorsque le ministère de la Défense l'a remise à l'Agence italienne des biens publics.
Le 18 juin 2010, une exposition permanente d'environ 1 500 uniformes, armes et souvenirs de l'armée royale italienne a été installée dans le fort.

## Galerie d'images

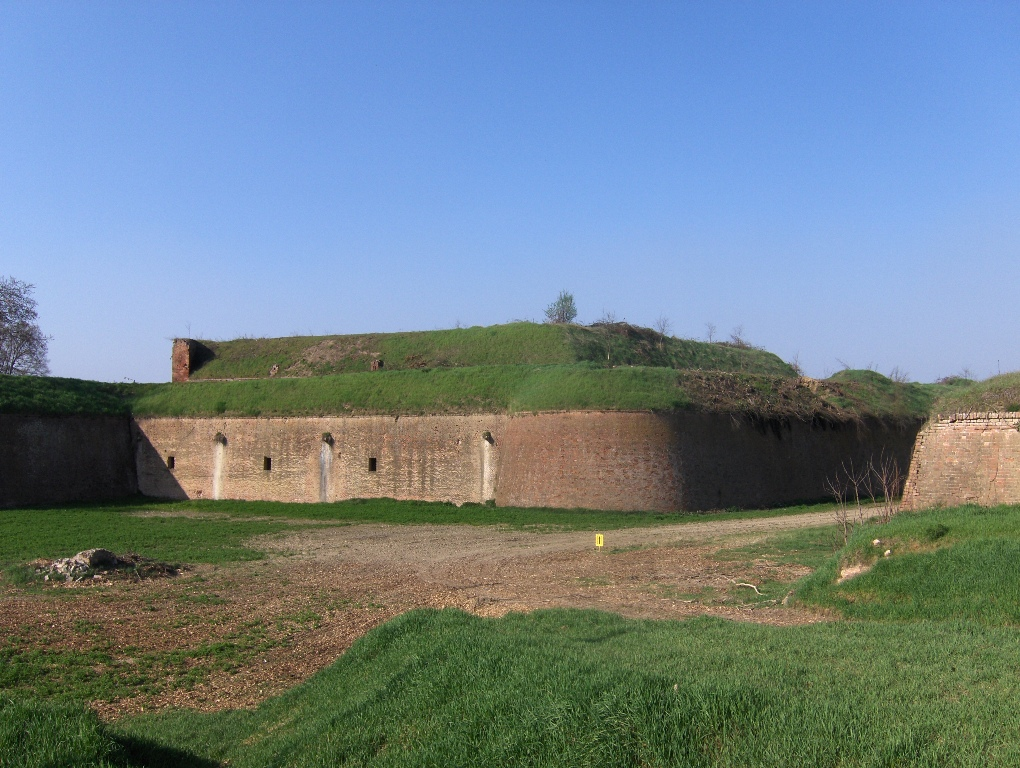
Bastion
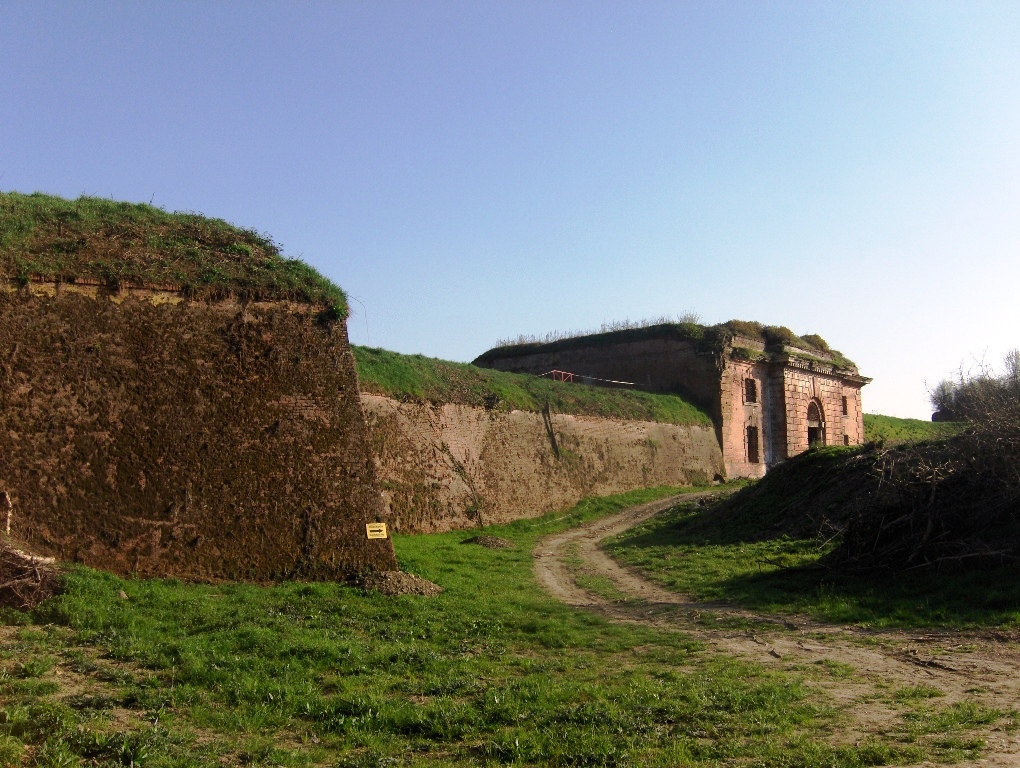
Porte de secours ou Porte d'Asti
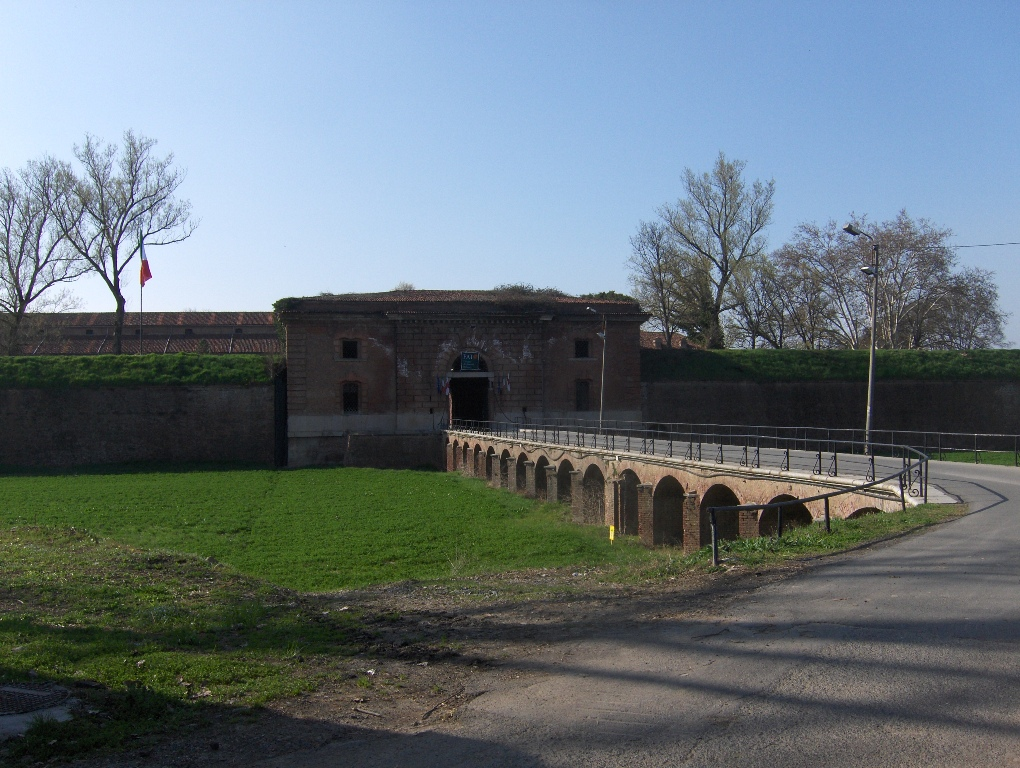
Porte Royale
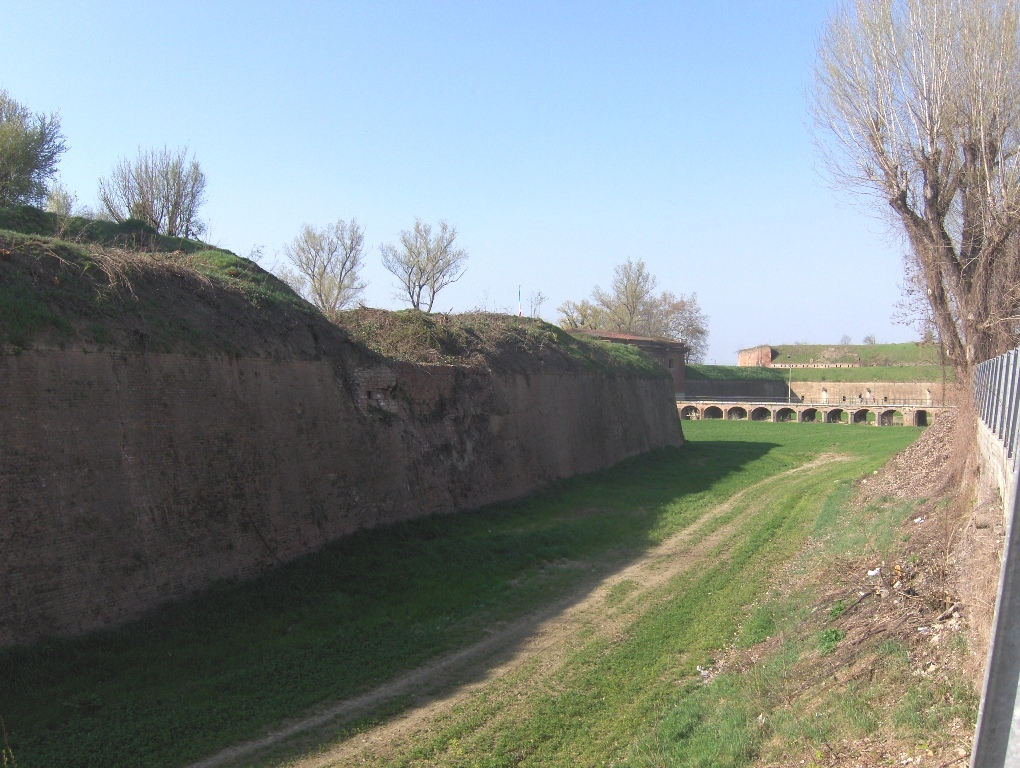
Mur endommagé par une bombe d'avion pendant la seconde guerre mondiale
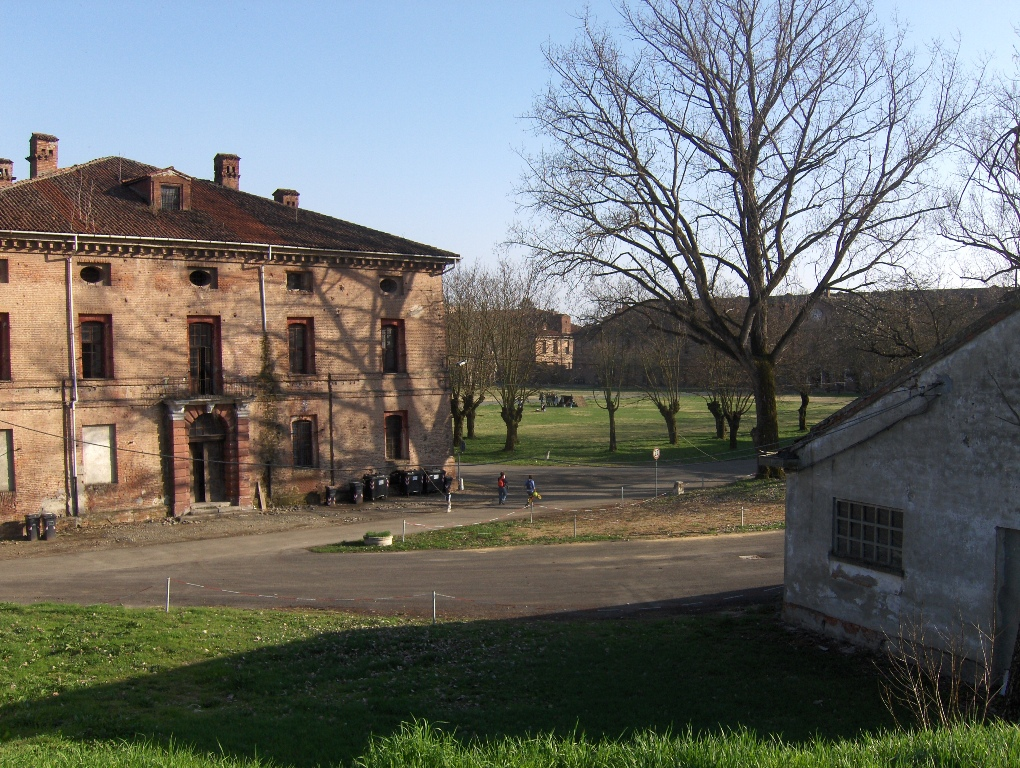
L'intérieur de la citadelle
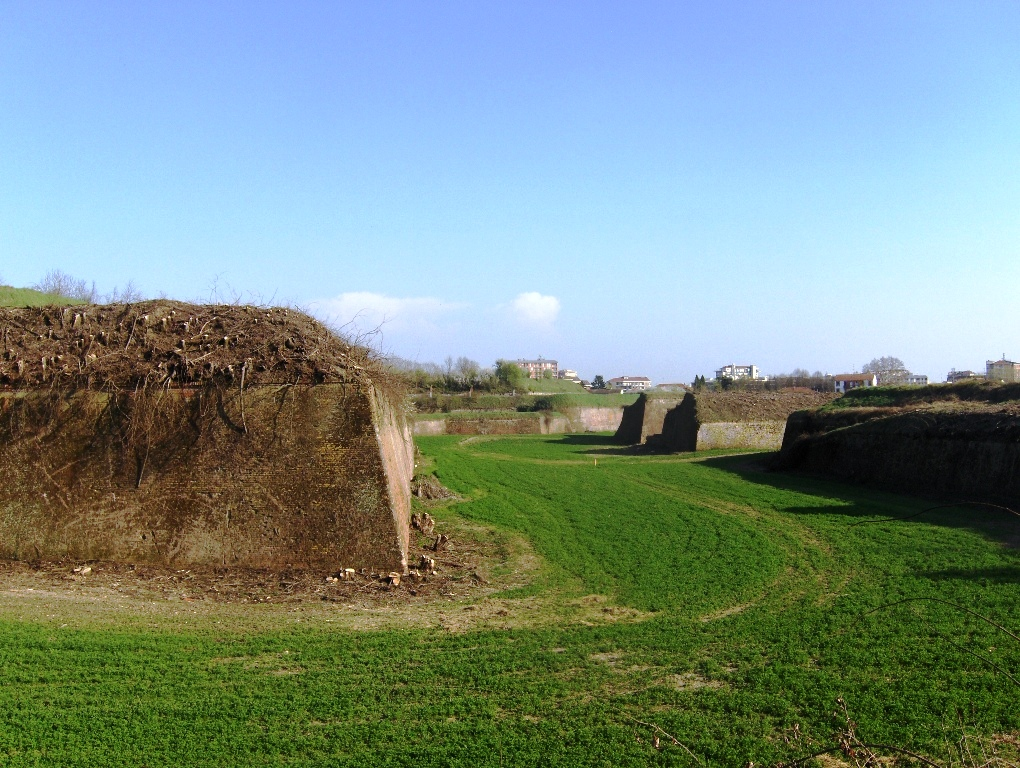
Bastions et remparts avec la ville d'Alexandrie en arrière-plan